# Resolutie 1042 Veiligheidsraad Verenigde Naties
Resolutie 1042 van de Veiligheidsraad van de Verenigde Naties werd unaniem door de VN-Veiligheidsraad goedgekeurd op 31 januari 1996.

## Achtergrond
Begin jaren 70 ontstond een conflict tussen Spanje, Marokko, Mauritanië en de Westelijke
Sahara zelf over de Westelijke Sahara dat tot dan in Spaanse handen was. Marokko legitimeerde zijn aanspraak op
basis van historische banden met het gebied. Nadat Spanje het gebied opgaf, bezette Marokko er twee derde van. Het
land is nog steeds in conflict met Polisario dat met steun van Algerije de onafhankelijkheid
blijft nastreven.
Begin jaren 90 kwam een plan op tafel om de bevolking van de Westelijke Sahara
via een volksraadpleging zelf te laten beslissen over de toekomst van het land. Het was de taak van de VN-missie
MINURSO om dat referendum
op poten te zetten. Het plan strandde later echter door aanhoudende onenigheid tussen de beide partijen waardoor
ook de missie nog steeds ter plaatse is.

## Inhoud
De Veiligheidsraad:
- Bevestigt alle voorgaande resoluties over de Westelijke Sahara.
- Heeft het rapport van de secretaris-generaal van 19 januari in beschouwing genomen.
- Verwelkomt het bezoek van diens speciale gezant van 2 tot 9 januari.
- Neemt nota van Marokko's standpunten.
- Neemt ook nota van Polisario's standpunten.
- Wil nog steeds meewerken aan een blijvende oplossing.
- Herhaalt dat beide partijen een visie moeten hebben voor de periode na de volksraadpleging.

1. Bevestigt opnieuw zijn steun voor het houden van een vrije en onpartijdige volksraadpleging voor zelfbeschikking in de Westelijke Sahara, overeenkomstig het door de twee voornoemde partijen aanvaarde plan.
2. Verwelkomt het rapport.
3. Besluit het mandaat van MINURSO te verlengen tot 31 mei.
4. Bezorgd om de belemmering van het identificatieproces (van stemmers) en het gebrek aan vooruitgang.
5. Roept beide partijen op de hindernissen uit de weg te ruimen en het VN-plan uit te voeren.
6. Moedigt hen aan om andere manieren te zoeken om vertrouwen op te bouwen.
7. Steunt de secretaris-generaal om, gezien het gebrek aan vooruitgang, de situatie onder de aandacht van de Veiligheidsraad te brengen en vraagt hem een terugtrekkingsplan voor MINURSO op te stellen als tweede optie.
8. Vraagt de secretaris-generaal tegen 15 mei te rapporteren over de uitvoering van deze resolutie.
9. Besluit om op de hoogte te blijven.

## Verwante resoluties
- Resolutie 1017 Veiligheidsraad Verenigde Naties (1995)
- Resolutie 1033 Veiligheidsraad Verenigde Naties (1995)
- Resolutie 1056 Veiligheidsraad Verenigde Naties
- Resolutie 1084 Veiligheidsraad Verenigde Naties

Lijst ·  1036 ·  1037 ·  1038 ·  1039 ·  1040 ·  1041 ·  1042 ·  1043 ·  1044 ·  1045 ·  1046 ·  1047 ·  1048 ·  1049 ·  1050 ·  1051 ·  1052 ·  1053 ·  1054 ·  1055 ·  1056 ·  1057 ·  1058 ·  1059 ·  1060 ·  1061 ·  1062 ·  1063 ·  1064 ·  1065 ·  1066 ·  1067 ·  1068 ·  1069 ·  1070 ·  1071 ·  1072 ·  1073 ·  1074 ·  1075 ·  1076 ·  1077 ·  1078 ·  1079 ·  1080 ·  1081 ·  1082 ·  1083 ·  1084 ·  1085 ·  1086 ·  1087 ·  1088 ·  1089 ·  1090 ·  1091 ·  1092